# P/2021 R4 Wierzchos
P/2021 R4 Wierzchos è una cometa periodica appartenente alla famiglia delle comete gioviane. La cometa è stata scoperta il 4 settembre 2021  dall'astronomo polacco Kacper W. Wierzchos.

## Orbita
L'orbita della cometa è caratterizzata da un'unica caratteristica, una MOID di sole 0,0286526 u.a. (pari a circa 4,3 milioni di km) col pianeta Giove: questa caratteristica implica la possibilità di passaggi estremamente ravvicinati con Giove, passaggi che comportano perturbazioni gravitazionali in grado di cambiare gli elementi orbitali della cometa, l'ultimo è avvenuto nel febbraio-marzo 1837, questo passaggio ha inserito la cometa nell'orbita attuale.